# سافاك
ساواك (بالفارسية: ساواک) اختصارُ «سازمان اطلاعات و امنيت کشور»، ومعناها بالفارسية «منظمةُ الاستخباراتِ والأمنِ القوميِّ»، وهي الشرطة السرية لممكلة إيرانَ البهلوية. أسّسها محمد رضا بهلوي شاه إيران بمساعدة وكالة الاستخبارات المركزية الأمريكية (سي آي إيه) وموساد الإسرائيلية. عملت ساواك من عام 1957 حتى الثورة الإسلامية الإيرانية عام 1979، عندما أمر رئيس الوزراء شابور بختيار انحلاله خلال اندلاع الثورة الإيرانية. وقد وصفت ساواك بأنها «المؤسسة الأكثر كراهية ومخيفة» في إيران قبل ثورة 1979 بسبب ممارسته للتعذيب وإعدام معارضي النظام البهلوي. في ذروتها، كان للمنظمة ما يصل إلى 60٬000 من الوكلاء الذين يعملون في صفوفها وفقا لمصدر واحد، على الرغم من أن غلام رضا أفخمي يقدّر عدد الموظفين في ساواك بما يتراوح بين 4٬000 و 6٬000.

## التأسيس
أسس جهاز الساواك في إيران بمساعدة وكالة الاستخبارات الأمريكية (C.I.A) في عام 1957 وكانت مهمة هذا الجهاز هو قمع المعارضين لشاه إيران ووضعهم تحت المراقبة واستخدموا أيضاً ضد المعارضين من أبناء الشعب الإيراني كافة أنواع التعذيب والتجويع داخل السجون بالإضافة إلى التصفية الجسدية لقادة المعارضة. كان الجنرال «تيمور بختيار» هو أول مدير للساواك، ثم أستبدل بالجنرال «حسن بكراوان» الذي تم إعدامه على يد الحرس الثوري الإيراني بعد الثورة الإسلامية بقيادة «الخميني».
تم استبدال الجنرال «بكراوان» عام 1965 بالجنرال «نعمت الله نصيري» المقرب من الشاه والذي قام الساواك تحت إدارته بتصعيد القمع والإرهاب ضد الحركات الإسلامية والشيوعية داخل البلاد.

## المهام
لقد كان السافاك جهاز ذو سلطات واسعة النطاق حيث بالإضافة إلى مهمته كجهاز استخبارات أخضع الكثير من المعتقلين للتعذيب البدني داخل السجون ومنها سجن «أوين» أو «أفين» سيء السمعة، كان جهازاً للأمن الداخلي مما سمح له من مراقبة الإيرانيين خاصة الطلبة الجامعيين داخل وخارج إيران، كما اعتاد عملاء الساواك بالتربص ببعضهم البعض، فقد قام بعض عملاء الساواك باغتيال الجنرال «تيمور بختيار» أول مدير للساواك عام 1970، منصور رافع زاده مدير فرع الساواك بالولايات المتحدة اِغتيل أيضاً لأنه ذكر في أحد التقارير أن تليفون الجنرال «نصيري» مراقب.
تمت ترقية الجنرال «حسين فردوست» زميل الشاه الأسبق ونائب مدير الساواك لمنصب رئيس الاستخبارات الإمبراطورية الخاصة «ساواما» وهي نسخه بالكربون من جهاز الساواك ولكن الساواما جهاز استخبارات مختص بمراقبة كبار المسؤولين في الدولة.

## ما بعد الثورة
بعد مغادرة الشاه في يناير 1979، استهدف الحرس الثوري 3٬000 من موظفي الساواك الأقوياء، فقد أعدم العديد من المسؤولين الكبار بالجهاز، وقام الخميني بحل الساواك نهائياً عندما تسلم السلطة في إيران في فبراير 1979 واستبدل فيما بعد بجهاز «واواك» أي وزارة الاستخبارات.

## مدراء جهاز الساواك
- جنرال تيمور بختيار (1957 - 1961)
- جنرال حسن بكراوان (1961 - 1965)
- جنرال نعمت الله نصيري (1965 - 1978)
- جنرال ناصر مقدم (1978 - 1979)